# Titularbistum Urusi
Urusi ist ein Titularbistum der römisch-katholischen Kirche.
Es geht zurück auf einen untergegangenen Bischofssitz in der gleichnamigen antiken Stadt, die in der römischen Provinz Africa proconsularis (heute nördliches Tunesien) lag. Der Bischofssitz war der Kirchenprovinz Karthago zugeordnet.
| Titularbischöfe von Urusi |                                                |                                                                                                  |                  |                   |
| Nr.                       | Name                                           | Amt                                                                                              | von              | bis               |
| 1                         | William Thomas Porter MAfr                     | Apostolischer Vikar von Goldküste (Goldküste)                                                    | 25. April 1933   | 18. April 1950    |
| 2                         | Teófilo José Pereira de Andrade OFM            | emeritierter Bischof von Nampula (Mosambik)                                                      | 17. Februar 1951 | 25. Oktober 1954  |
| 3                         | Peter Bernard Pereira                          | Weihbischof in Trivandrum (Indien)                                                               | 5. Mai 1955      | 1. Oktober 1966   |
| 4                         | Dante Frasnelli Tarter OSI                     | Prälat von Huari (Peru)                                                                          | 3. August 1967   | 30. November 1977 |
| 5                         | Celso José Pinto da Silva                      | Weihbischof in São Sebastião do Rio de Janeiro (Brasilien)                                       | 6. März 1978     | 4. Juli 1981      |
| 6                         | José Carlos Castanho de Almeida                | Weihbischof in Santos (Brasilien)                                                                | 3. März 1982     | 5. September 1987 |
| 7                         | Luca Brandolini CM                             | Weihbischof in Rom (Italien)                                                                     | 29. Oktober 1987 | 2. September 1993 |
| 8                         | Jesús Esteban Catalá Ibáñez                    | Weihbischof in Valencia (Spanien)                                                                | 25. März 1996    | 27. April 1999    |
| 9                         | José María Libório Camino Saracho              | Weihbischof in São Miguel Paulista (Brasilien)                                                   | 16. Juni 1999    | 20. Februar 2002  |
| 10                        | Buenaventura Malayo Famadico                   | Weihbischof in Lipa (Philippinen)                                                                | 6. April 2002    | 11. Juni 2003     |
| 11                        | Julian Charles Porteous                        | Weihbischof in Sydney (Australien)                                                               | 16. Juli 2003    | 19. Juli 2013     |
| 12                        | Jose Elmer Imas Mangalinao                     | Weihbischof in Lingayen-Dagupan (Philippinen)                                                    | 31. Mai 2016     | 24. Mai 2018      |
| 13                        | Aquilino Bocos Merino CMF                      | ehemaliger Generaloberer der Claretiner                                                          | 31. Mai 2018     | 28. Juni 2018     |
| 14                        | Fabio Baggio CS Titularerzbischof pro hac vice | Kurienbeamter, designierter Kardinal Bischofsweihe erfolgte erst nach der Ernennung zum Kardinal | 31. Oktober 2024 | 7. Dezember 2024  |